# Charles Deliège
Charles Deliège, né à Binche le 8 mai 1901 et mort  à Binche le 2 septembre 1970, est un sénateur belge et un bourgmestre de Binche, membre du Parti socialiste.

## Biographie
Charles Flore Deliège, né à Binche le 8 mai 1901, a une longue carrière politique au sein du parti socialiste. En 1938, il est élu conseiller communal puis bourgmestre de Binche de 1947 à 1970 et conseiller provincial de 1946 à 1958[réf. nécessaire]. En 1961, il est élu sénateur de l’arrondissement de Charleroi-Thuin,  il exerce son mandat jusqu'à son décès en 1970. 
Il était président de la Mutualité socialiste « L'égalité », du comité scolaire de l'Athénée royale de Binche, de l'École moyenne des filles et de nombreuses sociétés culturelles, de santé, folkloriques (dont la Société des Gilles) et patriotiques . 
En 1936, Charles Deliège préside la Société des Gilles « Les Récalcitrants » et tient ce rôle jusqu'en 1949. Sa position de bourgmestre le contraint de laisser la présidence à son ami Louis Babusiaux. En 1952, Charles Deliège est nommé président d'honneur de la société. 
En 1947, il rencontre avec Samuël Glotz le directeur de l'Administration des Arts et des Lettres du Ministère de la Culture pour discuter de l'idée de créer un musée consacré au Carnaval de Binche.  En 1962, Charles Deliège multiplie les manifestations publiques pour promouvoir ce folklore. L'exposition sur le Carnaval en Wallonie organisée au théâtre communal convainc l'administration de concrétiser la création du Musée International du Carnaval et du Masque.
En 1950, l'art dentellier de Binche renaîtra sous son impulsion. Il instaure un cours de dentelle au sein de l'enseignement de promotion sociale communal (Institut Supérieur Plus Oultre).

## Hommages et distinctions
Il a été fait citoyen d'honneur de la commune française de Maromme et de la ville de Binche où l'« avenue Charles Deliège »  et l'Institut Charles Deliège (Institut Supérieur Plus Oultre) perpétuent sa mémoire. 
Les distinctions suivantes lui ont été décernées : 
- Officier de l'ordre de Léopold en 1968 (Belgique) ;

- Chevalier de l'ordre de Léopold II (Belgique) ;
- Médaille de la Résistance (Belgique) ;
- Médaille civique de 1ère classe (Belgique) ;
- Officier de l'ordre des Palmes académiques (France) ;
- Officier de l'éducation civique (France).
- Médaille d'honneur de la F.N.A.P.G
- Médaille d'honneur de la F.N.I
- Médaille d'Or des Anciens d'Albert 1er
- Médaille de la Reconnaissance de la Ville de Paris [6]

## Littérature
- Paul VAN MOLLE, Het Belgisch Parlement, 1894-1972, Antwerpen, 1972